# Вулканалии
Вулканалии (лат. Vulcanaliae) — древнеримский праздник в честь бога Вулкана (Vulcanus Mulciber).
Отмечался на равнине у подножия Капитолия. На месте, обнесенном оградой, 23 августа совершались торжественные жертвоприношения, а затем в цирке Фламиния проводились игры. В истории Пиренейского полуострова дата 23 августа также связана с противостоянием в 153 году до н. э. римской армии численностью в 30000 человек под предводительством Квинта Фульвия Нобилиора и армии кельтиберов (25 000 человек) с Каро де Сегеда во главе. Кельтиберы одержали победу, погибло более 6000 римлян и Рим объявил этот день несчастливым (согласно историку Аппиану). С 2002 года в городе Мара проводится ежегодная реконструкция исторической битвы.
После празднования Вулканалий 23 августа 79 г. н. э. извержение Везувия разрушило город Помпеи.